# Johann Damascen von Kleimayrn
Johann Damascen von Kleimayrn OSB (auch Johann Damaszen von Klei(e)nmayrn, bis zur Aufnahme in den Orden Johann Ferdinand Cajetan; * 19. Oktober 1735 in Zell am Ziller; † 25. Mai oder 25. November 1810 in Landsberg am Lech) war ein deutscher Benediktinerpater, Hochschullehrer und letzter Abt des Klosters Wessobrunn.

## Leben

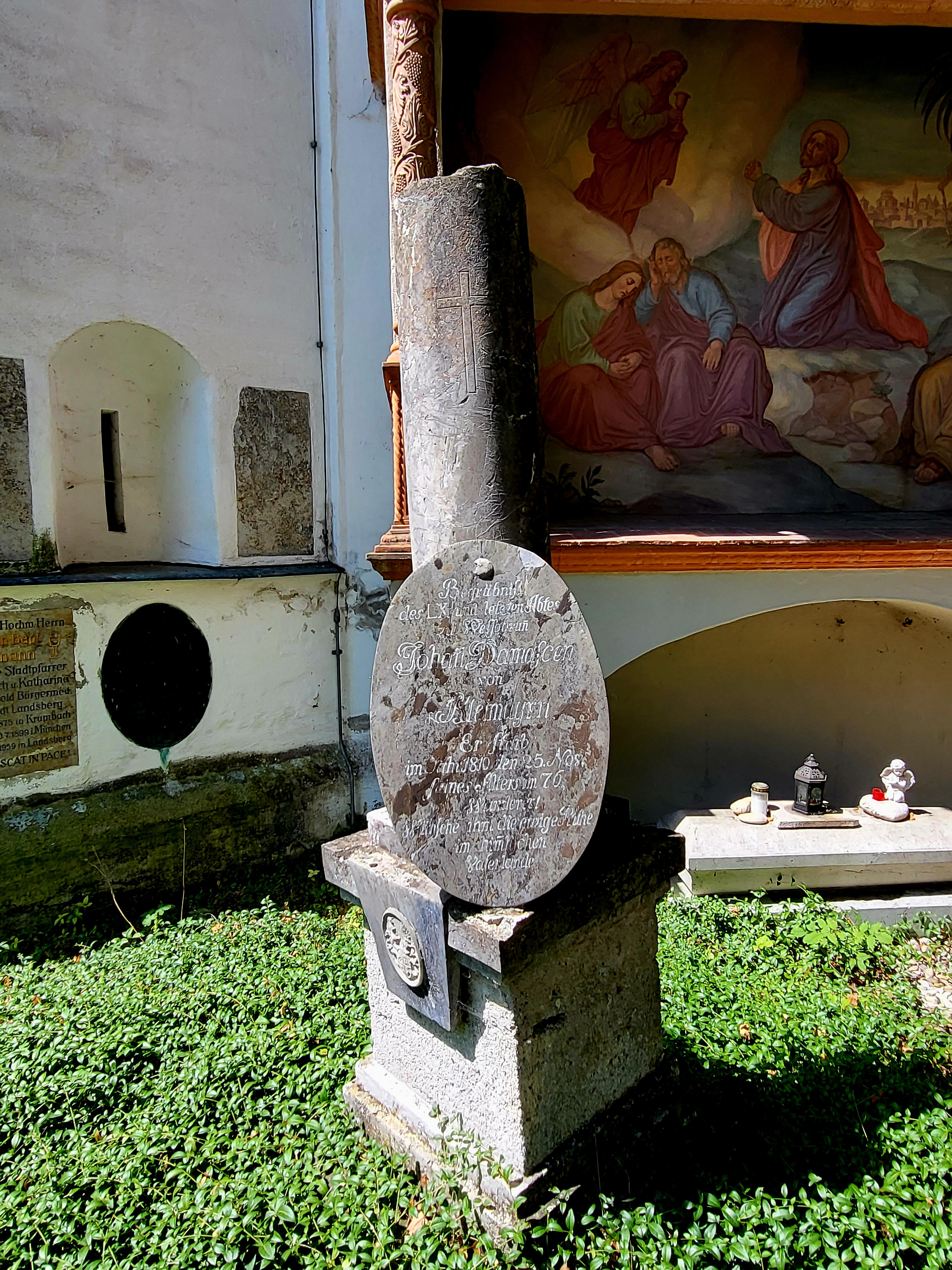
Grabmal Johann Damascen von Kleimayrn in Alter Friedhof Landsberg am Lech

Kleimayrn stammte aus einem ursprünglich schwäbischen Geschlecht. Er war einer der Söhne des Ferdinand Cajetan von Kleimayrn, ein salzburgischer Pfleger, Landrichter und Propst in Zell am Ziller. Sein ältester Bruder war der Salzburgische Staatsmann Johann Franz Thaddäus von Kleimayrn. 1750 nahm er ein Studium der Philosophie an der Universität Salzburg auf, trat aber bereits 1751 in den Benediktinerorden und das Kloster Wessobrunn ein. Er studierte anschließend Theologie im gemeinsamen Studium der Bayerischen Benediktinerkongregation. Es folgten weitere Studien in der Benediktinerabtei St. Paul in Rom sowie ein Aufenthalt in Neapel. Nach seiner Rückkehr 1758 empfing er die Priesterweihe. Es folgten in Salzburg anschließend Studien des Kanonischen Rechts und des bürgerlichen Rechts.
Kleimayrn erhielt 1762 die Professur des canonischen Rechts und der Moraltheologie beim gemeinsamen Studium der Bayerischen Benediktinerkongregation, 1767 die der Exegese und griechischen Sprache. 1770 wurde er Pfarrer in Iffeldorf, 1772 dann Superior der Mission zu Schwarzach. Am 3. November 1773 wurde er an der Universität in Salzburg zum Dr. jur. promoviert.
Kleimayrn wurde direkt auf seine Promotion folgend zum ordentlichen Professor des canonischen Rechts an der Universität ernannt und bekam zugleich den Titel Geistlicher Rat verliehen. Er war in der Zeit bis 1788 insgesamt dreimal Dekan der Juridischen Fakultät. Am 21. Januar 1788 folgte seine Wahl zum Rektor der Universität Salzburg und darauf folgend seine Ernennung zum hochfürstlich-salzburgischen Geheimen Rat. 1792 zog er sich von beiden Ämtern zurück.
Kleimayrn ging zurück an das Kloster Wessobrunn und wurde dort am 7. Mai 1792 zum Abt gewählt. Als solcher musste er die Säkularisation seines Klosters erleben. Er lebte die letzten Lebensjahre schließlich in Landsberg am Lech.

## Publikationen (Auswahl)
- Vetus et nova disciplina de proprio ordinandorum episcopo. Tegernsee 1763.
- Iohannes Damascenus Kleienmaiern ... praelectionum suarum ex universo iure canonico rationem reddit Benedictoburae, Tegernsee 1767.
- Exercitatio Academica De Conciliis Apostolorum, Salzburg 1778.
- Meine Gedanken von den Gränzen der gesetzgebenden Gewalt und Gerichtsbarkeit der Kirche, Frankfurt und Leipzig 1782.